# Euosmolejeunea condensata
Euosmolejeunea condensata là một loài Rêu trong họ Lejeuneaceae. Loài này được (Spruce) Spruce ex Stephani mô tả khoa học đầu tiên năm 1896.